# Вильсон, Чарлз Томсон Рис
Чарлз То́мсон Рис Ви́льсон (англ. Charles Thomson Rees Wilson; 14 февраля 1869, Гленкорс — 15 ноября 1959, Карлопс, пригород Эдинбурга) — шотландский физик, лауреат Нобелевской премии по физике за 1927 год (совместно с А. Х. Комптоном).
Член Лондонского королевского общества (1900), Эдинбургского королевского общества (1902).

## Биография
Чарлз Томсон Рис Вильсон родился в семье крестьянина Джона Вильсона и его жены Энни Клерк Харпер в округе Гленскорс в графстве Мидлотиан неподалёку от Эдинбурга. После смерти отца в 1873 году семья переезжает в Манчестер. После окончания частной школы, Вильсон продолжает обучение в колледже Оуэна (сегодня университет Манчестера). В 1882 году он переходит в колледж Сидни Сассекса в Кембридже, в котором он получил диплом в 1892 году. Во время своего обучения он посещал преимущественно биологические курсы, так как собирался стать врачом. В Кембридже он стал интересоваться физическими и химическими вопросами. На его решение отойти от медицины мог повлиять Балфурт Стюарт — профессор физики в колледже Оуэна.
По окончании обучения Вильсон работал в Кавендишской лаборатории и стал в 1900 году членом колледжа Сидни Сассекса, читал там лекции и проводил эксперименты. В 1918 он начал читать лекции по практической физике в Кавендишской лаборатории. В 1913 году он занял место метеорологического наблюдателя при обсерватории физики солнца на горе Бен Невис. С 1918 года он читал лекции по электрической метеорологии и в 1925 стал профессором натурфилософии.
В 1908 году Вильсон женился на дочери священника Джесси Фразер. У него было четверо детей — два сына и две дочери. Умер в 1959 в Карлопсе в кругу своей семьи.

## Достижения
После наблюдения атмосферных явлений короны и глории в обсерватории на горе Бен-Невис летом 1894 года Вильсон приступил к попыткам воспроизвести эти эффекты в лаборатории. Во время опытов с влажным, обеспыленным воздухом он обнаружил, что в этом воздухе очень часто образуются капельки. После нескольких месяцев экспериментов он предположил, что конденсация происходит на постоянно образующихся центрах, скорее всего ионах, которые ответственны за остаточную проводимость воздуха. Верность этих предположений укрепилась после того, как он подверг в 1896 году ранний вариант своей камеры облучению недавно открытыми рентгеновскими лучами. При этом резко возрастало образование капелек в камере (почти дождеобразно). В последующие года Вильсон посвятил себя пристальным исследованиям роли ионов в образовании капель. После 1900 года Вильсон начал заниматься активной преподавательской деятельностью, что ограничило интенсивность его исследований. Поэтому только в 1911 ему удалось усовершенствовать свою камеру и зарегистрировать фотографически следы отдельных альфа-частиц и бета-частиц (электронов). В последующие годы он совершенствовал эту технику и опубликовал в 1923 году свои знаменитые статьи о траекториях электронов. Его достижения использовались во всём мире и с большим успехом, среди прочего Патриком Блэкеттом и Петром Капицей в Кембридже, Ирэн Жолио-Кюри и Пьером Оже в Париже и Вальтером Боте и Лизой Мейтнер в Берлине.
За разработку названной в его честь камеры Вильсона, которая дала «метод визуального обнаружения траекторий электрически заряженных частиц с помощью конденсации пара», Вильсон был удостоен в 1927 году (совместно с Артуром Комптоном) Нобелевской премии по физике.

## Награды
- Медаль Хьюза от Лондонского Королевского общества, 1911
- Премия Хопкинса от Кембриджского философского общества, 1920
- Премия Ганнинга от Королевского Общества Эдинбурга, 1921
- Королевская медаль от Лондонского Королевского общества, 1922
- Медаль Говарда Поттса от института Франклина, 1925
- Нобелевская премия по физике, 1927
- Медаль Франклина от института Франклина, 1929
- Медаль и премия Дадделла, 1931
- Медаль Копли от Лондонского Королевского общества, 1935

## Память
В 1935 г. Международный астрономический союз присвоил имя Вильсона кратеру на видимой стороне Луны.